# 제럴드 제이 서스먼
제럴드 제이 서스먼(Gerald Jay Sussman, 1947년 2월 8일 ~)은 매사추세츠 공과대학교(MIT) 전기공학과의 파나소닉 교수이다. 1964년부터 MIT에서 인공지능(AI) 연구에 참여해 왔다. 그의 연구는 과학자와 엔지니어가 사용하는 문제 해결 전략을 이해하는 데 중점을 두었으며, 그 과정의 일부를 자동화하고 이를 공식화하여 더욱 효과적인 과학 및 공학 교육 방법을 제공하는 것을 목표로 한다. 서스먼은 또한 컴퓨터 언어, 컴퓨터 구조, 그리고 초고밀도 집적 회로(VLSI) 설계 분야에서도 연구했다.

## 같이 보기
- 마빈 민스키
- 시모어 페퍼트
- 테리 위노그래드
- MDL (프로그래밍 언어)